# Adrienne Kroell
Adrienne Kroell est une actrice américaine née à Chicago (Illinois) le 13 décembre 1892 et morte le 2 octobre 1949 à Evanston (Illinois), de complications dues à l'arthrite.

## Biographie

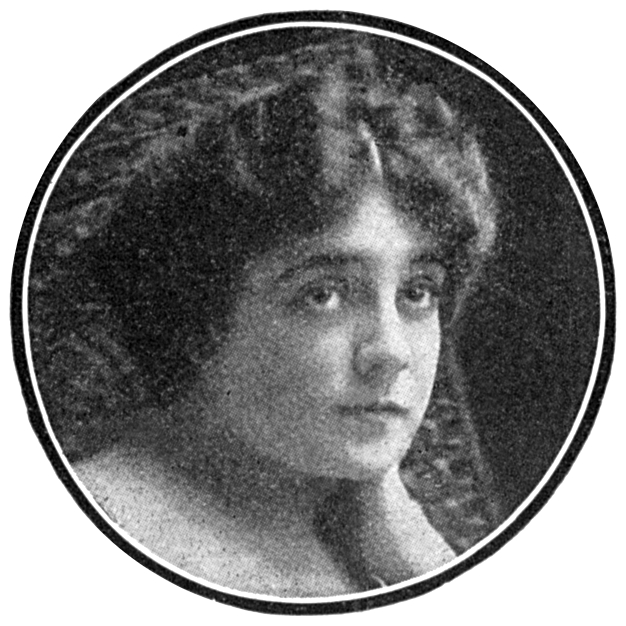
vers 1913.

## Filmographie
- 1909 : The Cowboy Millionaire
- 1910 : The Adventuress
- 1910 : A Touching Affair
- 1910 : The Rummage Sale
- 1910 : Her Husband's Deception
- 1910 : Girlies
- 1911 : His First Long Trousers
- 1911 : Montana Anna
- 1911 : The Two Orphans d'Otis Turner et Francis Boggs
- 1911 : Maud Muller
- 1911 : The Inner Mind
- 1911 : Brown of Harvard (Brown d'Harvard)
- 1911 : Paid Back
- 1911 : How They Stopped the Run on the Bank
- 1911 : Strategy
- 1912 : Cinderella (Cinderelle)
- 1912 : The Adopted Son
- 1912 : The Hypnotic Detective
- 1912 : An Unexpected Fortune
- 1912 : A Citizen in the Making
- 1912 : The Horseshoe
- 1912 : In Little Italy
- 1912 : Murray the Masher
- 1912 : According to Law
- 1912 : A Mail Order Hypnotist
- 1912 : Into the Genuine de Lem B. Parker
- 1912 : The Law of the North (Le loi du nord)
- 1912 : The Miller of Burgundy (Le moliére du Bourgogne)
- 1912 : The Laird's Daughter
- 1912 : Subterfuge
- 1912 : The Voice of Warning (Le voix de caution)
- 1913 : Don't Let Mother Know
- 1913 : The Empty Studio
- 1913 : A Lucky Mistake
- 1913 : A Man Among Men
- 1913 : Nobody's Boy
- 1913 : Prompted by Jealousy
- 1913 : The Ex-Convict's Plunge (en)
- 1913 : The Adventures Around a Watch
- 1913 : Around Battle Tree
- 1913 : Our Neighbors
- 1913 : The Food Chopper War
- 1913 : The Fate of Elizabeth
- 1913 : The Golden Cloud
- 1913 : The Fifth String
- 1913 : The Price of the Free